# Peter Sorger
Peter Sorger (* 7. Dezember 1938 in Wien; † 1. Januar 2022 in Münster) war ein deutscher Mathematikdidaktiker.

## Leben
Sorger studierte an der Albert-Ludwigs-Universität Freiburg Mathematik. Nach seiner Diplomprüfung war er von 1962 bis 1969 wissenschaftlicher Mitarbeiter in Freiburg. Nach der Promotion 1966 an der Universität Freiburg zum Dr. rer. nat. war er außerordentlicher Professor für Mathematik und Didaktik der Mathematik an die PH Kiel und später ordentlicher Professor für Didaktik der Mathematik in Kiel. Von 1975 bis 2003 war Peter Sorger an der PH Westfalen-Lippe und der Westfälischen Wilhelms-Universität Münster (WWU) tätig. Von 1978 bis 1980 war er Prorektor für Forschung der PH Westfalen-Lippe und von 1997 bis 1999 Dekan des Fachbereichs Mathematik und Informatik der WWU.

## Schriften (Auswahl)
- mit Walter Neunzig: Einstieg in die Mathematik. Aufriss eines systematischen Weges für die Grundschule. Wien 1972, ISBN 3-451-14785-8.
- mit Helmut Freund: Denkspiele mit Pfiff. Junge Mathematik für die Eingangsstufe. Wien 1973, ISBN 3-451-15320-3.
- mit Helmut Freund: Aussagenlogik und Beweisverfahren. Mit 45 Beispielen und 81 Aufgaben. Stuttgart 1974, ISBN 3-519-02700-3.
- mit Helmut Freund: Logik, Mengen, Relationen. Praxis des mathematischen Beweisens. Mit 61 Beispielen und 116 Aufgaben. Stuttgart 1976, ISBN 3-519-02705-4.